# Драп (коммуна)
Драп (фр. Drap) — коммуна на юго-востоке Франции в регионе Прованс — Альпы — Лазурный берег, департамент Приморские Альпы, округ Ницца, кантон Конт.
Площадь коммуны — 5,54 км², население — 4453 человека (2006) с тенденцией к стабилизации: 4341 человек (2012), плотность населения — 783,6 чел/км².

## Население
Население коммуны в 2011 году составляло — 4297 человек, а в 2012 году — 4341 человек.
| 1962 | 1968 | 1975 | 1982 | 1990 | 1999 | 2006 | 2011 | 2012 |
| ---- | ---- | ---- | ---- | ---- | ---- | ---- | ---- | ---- |
| 1391 | 1551 | 1561 | 3042 | 4267 | 4332 | 4453 | 4297 | 4341 |

Динамика численности населения:

## Экономика
В 2010 году из 2809 человек трудоспособного возраста (от 15 до 64 лет) 2001 были экономически активными, 808 — неактивными (показатель активности 71,2 %, в 1999 году — 65,1 %). Из 2001 активных трудоспособных жителей работали 1749 человек (982 мужчины и 767 женщин), 252 числились безработными (115 мужчин и 137 женщин). Среди 808 трудоспособных неактивных граждан 246 были учениками либо студентами, 218 — пенсионерами, а ещё 344 — были неактивны в силу других причин.
На протяжении 2010 года в коммуне числилось 1539 облагаемых налогом домохозяйств, в которых проживало 4224,0 человека. При этом медиана доходов составила 17 тысяч 837 евро на одного налогоплательщика.

## Достопримечательности (фотогалерея)

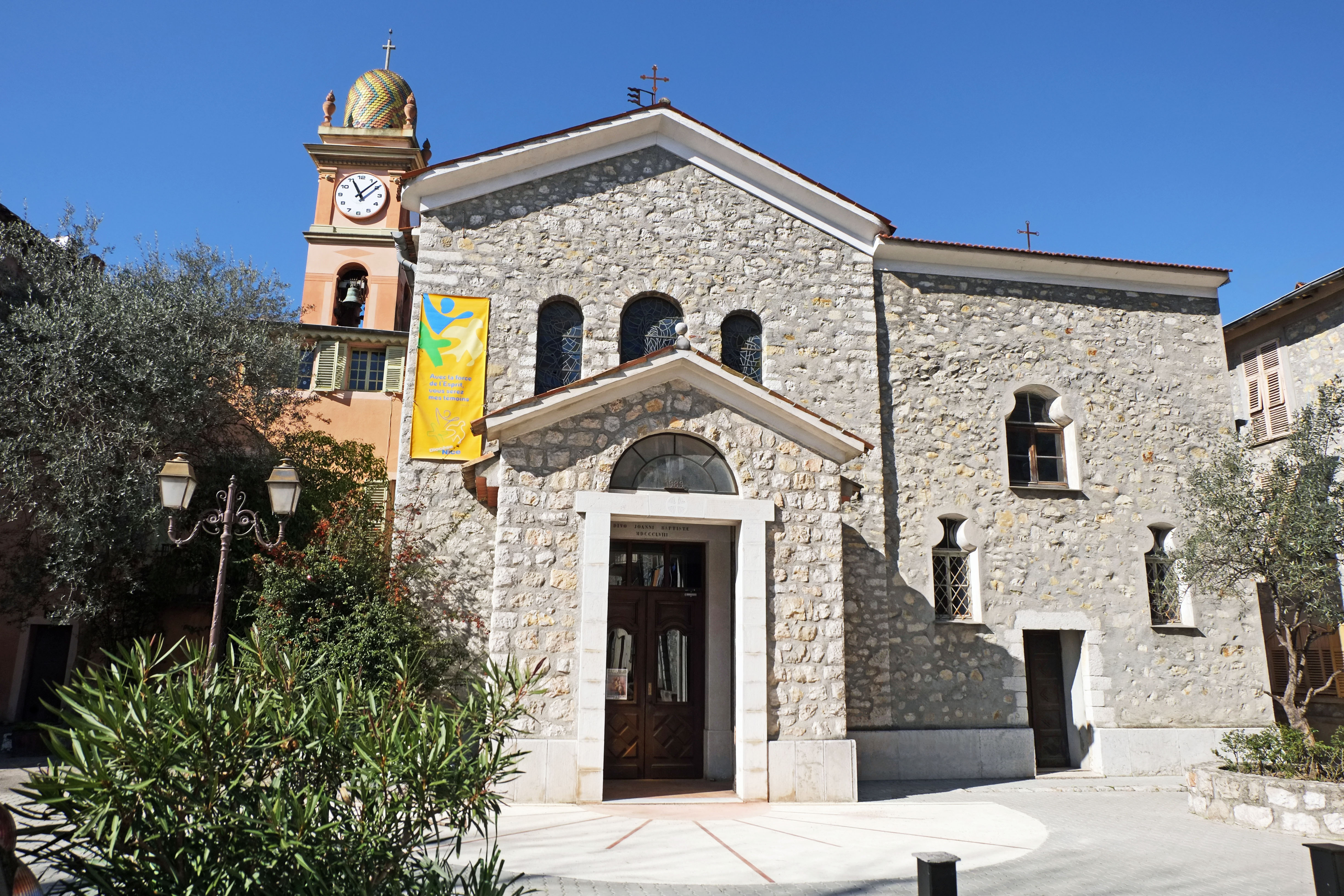
Церковь
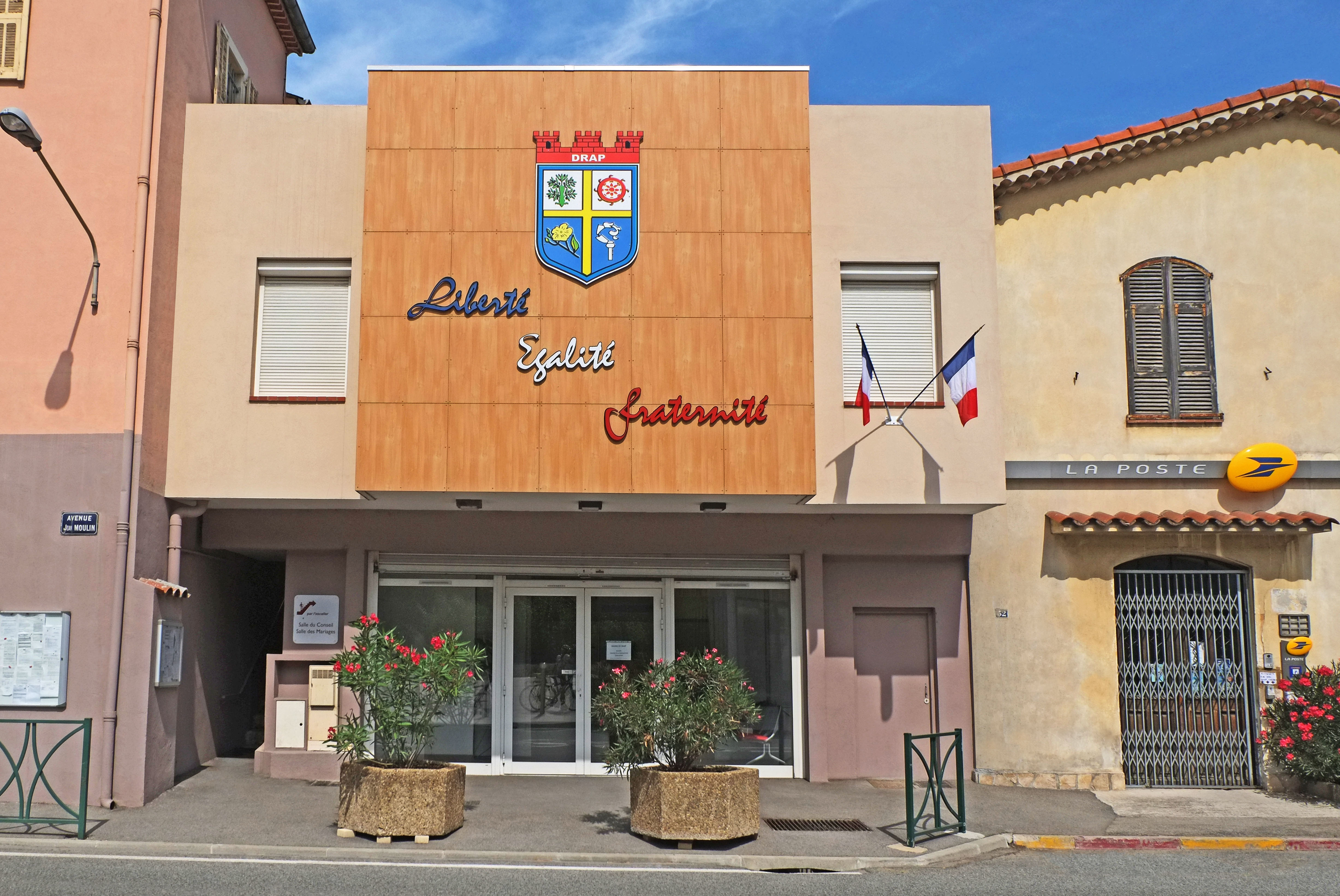
Здание мэрии